# Odin i bez oružija
Odin i bez oružija (Один и без оружия) è un film del 1984 diretto da Pavel Fattachutdinov e Vladimir Chotinenko.

## Trama
Il film è ambientato nel 1927 in una piccola città di provincia. L'ex comandante rosso Konstantin Voroncov è nominato nuovo capo del dipartimento investigativo criminale. Improvvisamente, un recidivo Roots appare in città. Grazie alla riuscita dell'operazione viene conosciuto il luogo del raduno dei ladri, ma Kornej, anticipando un'imboscata, cambia all'ultimo momento il luogo dell'incontro.